# مسعود معینی
مسعود معینی بازیکن فوتبال بازنشسته ایرانی است. معینی مدیر آکادمی استقلال تهران و عضو کمیته فنی فدراسیون فوتبال ایران بوده‌است.

## دوران حرفه‌ای
معینی در سال‌های جوانی عضو تیم ملی جوانان بود و سپس به همراه مربی این تیم رایکوف و عقد قرارداد ۴ هزار تومانی به تیم تاج تهران پیوست و در خط دفاعی این تیم به بازی گرفته‌شد و در نخستین فصل حضورش با این تیم فاتح سه‌گانه شد. وی سابقه بازی در راه‌آهن ،تاج دارایی و اکباتان را دارد. معینی زننده گل پیروزی تاج تهران در وقت اضافه فینال جام باشگاه‌های آسیا در سال ۱۹۷۰ بود. معینی پس از ۴ فصل حضور در تیم تاج تهران به هم‌تیمی‌های سابقش در تیم تاج یعنی جلال طالبی و پرویز قلیچ‌خانی در تیم دارایی پیوست. در سال ۱۳۶۷ و هنگام پیش آمدن اختلاف میان علی پروین و مسئولین بنیاد مستضعفان، مسعود معینی که مدرک مربیگری داشت و کارمند فدراسیون بود به صورت موقت به عنوان مربی تیم پرسپولیس انتخاب‌شد.
او مدتی عضو اصلی هیئت مدیره و کمیته فنی باشگاه استقلال تهران بوده‌است. وی برادر فریدون معینی است.

## افتخارات

### به عنوان بازیکن

##### تاج
- جام باشگاه‌های آسیا: ۱۹۷۰
- لیگ ایران: ۱۳۴۹
- جام باشگاه‌های تهران: ۵۰-۱۳۴۹ * ۱۳۵۱
- جام میلز هندوستان: ۱۹۷۰ * ۱۹۷۱
- جام دوستی تهران: ۱۳۵۱
- جام اتحاد تهران: ۱۳۵۲

##### دارایی
- جام باشگاه‌های تهران: ۱۳۵۳

##### اکباتان
- جام باشگاه‌های تهران: ۱۳۵۶